# Mario Brunetti
Mario Brunetti (Plataci, 20 ottobre 1932 – Cosenza, 11 agosto 2024) è stato un politico, giornalista e scrittore italiano di origine arbëreshë.

## Biografia
Mario Brunetti nacque a Plataci il 20 ottobre 1932. Divenne giornalista professionista d'inchiesta, scrittore e meridionalista di ispirazione gramsciana. Suoi punti di riferimento formativo furono Antonio Gramsci e Rodolfo Morandi. Protagonista della storia politica e sociale italiana e del Mezzogiorno dagli anni Cinquanta, fondò nella seconda metà degli anni '50 il periodico “La sinistra” e successivamente diede vita a “Prospettiva socialista”. Fondò e diresse una delle poche riviste meridionaliste, “Sinistra Meridionale”. Fu poi presidente del Centro Studi di Politica ed Economia della Calabria (Cespe.Ca) e diresse l'Istituto Mezzogiorno Mediterraneo (MeMe), trasformato successivamente in “Fondazione Brunetti”.
Coordinò una ricerca sulle origini calabro-albanesi della famiglia di Antonio Gramsci (Plataci), documentando la provenienza dal comune italo-albanese dell'Alta Calabria. Nell'ondata migratoria della metà del XV secolo la famiglia approdò sulle coste calabresi, partendo dal circondario di Gramsh, allora appartenente all'Epiro del nord. Da questa ricerca scaturì l'istituzione degli “Itinerari Gramsciani” a Plataci che in seguito avrebbero dato vita annualmente ad un Convegno tematico a livello internazionale. Come giornalista scrisse, tra gli altri, per L'Avanti!, Paese Sera, Mondo Nuovo, Il Manifesto, Il Giornale dei contadini, Realtà albanese, nonché per numerosi periodici italiani e stranieri, su alcuni dei quali comparve con due pseudonimi: “Ramon” e “Ivrás”. Fu direttore della Rivista sui problemi dell'Africa, “Due popoli”, con sede in Roma, sulla tematica dei “paesi non allineati”. Per ragioni politiche e pratiche sospese le pubblicazioni. Fondò il periodico bilingue “Rilindja arbëreshe” riguardante i problemi delle minoranze linguistiche con particolare riferimento a quella albanese.

## Attività politica
Seguendo la tradizione familiare si iscrisse, ancora sedicenne, al PSI di cui divenne poi dirigente nazionale fino a far parte del Comitato Centrale, in rappresentanza del gruppo che si oppose alla politica di Pietro Nenni. Fu tuttavia considerato un componente eretico della storia del socialismo, avendo inseguito quella corrente del socialismo libertario, storico, rivoluzionario, con tendenza per il comunismo, ma non appartenente alla storia dei partiti comunisti. 
Fu dirigente di organizzazioni contadine e bracciantili a livello nazionale. Fece parte del Consiglio Generale della CGIL e partecipò attivamente al movimento di lotta per le occupazioni delle terre.
Nel 1964, con l'entrata al Governo di Pietro Nenni, fu tra i fondatori del Partito Socialista di Unità Proletaria (PSIUP) di cui fu membro dell'Esecutivo Nazionale e responsabile del settore meridionale. Alla decisione della maggioranza autonomista di scioglimento del Partito, nel 1972, rifiutò la confluenza sia nel PSI che nel PCI e con altri organizzò la “resistenza” allo scioglimento con la costituzione “Nuovo PSIUP”. Da lì a poco fu tra i promotori del Partito di Unità Proletaria – DP, facendo parte del Gruppo Nazionale di Direzione Ristretto. Con Foa, Pintor, Rossanda, Magri, Ferraris, Miniati, Migone, Russo, Spena e altri, diede origine al tentativo sfortunato di unificazione PdUP-Manifesto.
Con il Centro Nord colpito dall'avventurismo terroristico e il duro attacco della mafia in Calabria contro le organizzazioni di sinistra, nel 1980 per segnalare la necessità di una forte unità contro il terrorismo e alla criminalità organizzata, si avvicinò al PCI, intravedendo però già allora la rottura che sarebbe avvenuta successivamente. 
Al Congresso di Rimini di questo Partito, nel 1991, fu tra i promotori del Movimento per la Rifondazione Comunista di cui divenne, successivamente, membro della Direzione Nazionale e responsabile del Dipartimento per il Mezzogiorno. Nel 1998, per impedire l'avvento delle destre al governo, agevolò la costituzione del Gruppo dei Comunisti Italiani alla Camera dei Deputati, votando per il Governo Prodi, mantenendo però un'autonomia teorica e pratica che lo portò a prendere le distanze dalla scelta strategica del gruppo, opponendosi sia all'imminente guerre nei Balcani, sia alla riforma del titolo V della Costituzione, prevedendo con tali modifiche l'annullamento della specificità meridionale, e decidendo di non ricandidarsi più al Parlamento. Grandi riflessi ebbe l'ammissione della Commissione Esteri della Camera, da lui richiesta dopo aver avuto colloqui con i Dirigenti massimi del Kossovo, della Serbia e degli altri paesi balcanici interessati.
Dal momento della rottura tra Cossutta e Bertinotti in Rifondazione, si adoperò per la ricomposizione della sinistra critica ritrovando le ragioni comuni che diedero vita a Rifondazione Comunista, dando vita al Movimento per l'Unità della Sinistra Alternativa. Partecipò alla costituzione della Sinistra Europea, fino all'ultimo Congresso di Praga e dopo l'elezione di Bertinotti alla Presidenza della Camera dei Deputati, di fatto, l'esperienza si chiuse. Continuò a mantenere aperto il dibattito sulla nuova Questione meridionale attraverso l'istituto Mezzogiorno Mediterraneo e l'istituzione degli “Itinerari gramsciani”.

### Incarichi istituzionali e attività parlamentare
Fu eletto, giovanissimo, nel Consiglio Comunale di Plataci, paese arbëresh dell'Alta Calabria Jonica, e fu poi eletto Consigliere Comunale nella città di Cosenza dal 1970 al 1980, determinando con il suo solo voto la costituzione della prima e unica giunta di sinistra. Fu Consigliere della Regione Calabria, dal 1975 all'1980, opponendosi fortemente alle politiche delle “larghe intese” propugnate dal PCI e presentando diversi disegni di legge tra cui la prima proposta di salvaguardia delle minoranze linguistiche. Fu eletto per la prima volta al Parlamento Italiano, col sistema proporzionale e le preferenze, nelle elezioni politiche del 5-6 aprile 1992 nella Circoscrizione Catanzaro – Cosenza – Reggio Calabria. Nella XI legislatura fece parte della Commissione Affari Costituzionali, della Presidenza del Consiglio e dell'Interno, oltre che della Commissione Speciale per l'esame dei progetti di legge concernenti la riforma dell'immunità parlamentare; sostenne la necessità di dichiarare il patrimonio dei parlamentari all'entrata e al termine del mandato. Fu relatore di minoranza contro la modifica della Legge elettorale proporzionale e membro della Commissione interparlamentare, presieduta da Giulio Andreotti. 
Fu rieletto al Parlamento nelle elezioni politiche del 1994 nel Collegio uninominale nr.3 della circoscrizione calabrese (Corigliano Calabro), con 20.689 voti. Nella XII legislatura fece parte, come capogruppo, della Commissione Affari Esteri e Comunitari, oltre che della Commissione d'inchiesta per la politica di cooperazione con i Paesi in via di sviluppo, denunciando le grandi malversazioni della mala-cooperazione nella relazione di minoranza presentata in Parlamento. Fece parte della delegazione parlamentare italiana presso la Conferenza parlamentare Centro Europea, in cui sostenne con molta forza il diritto delle minoranze degli Stati membri a usare la propria lingua e ad avere rappresentanti in ogni istanza istituzionale dai Comuni al Parlamento Europeo. 
Alle elezioni del 21 aprile 1996 fu rieletto per la terza volta, come capolista del suo Partito, nella lista proporzionale di “Campania 2” (Benevento, Avellino, Caserta, Salerno). Nella XIII Legislatura fece parte della Commissione Esteri e della Commissione speciale per le politiche comunitarie e Presidente del Comitato per i Diritti Umani della Camera. Fu membro della Commissione bicamerale antimafia, membro del Consiglio d'Europa, dell'UEO e dell'OSCE, assolvendo le funzioni di Segretario della delegazione parlamentare italiana, presieduta da Nilde Iotti.
Nel Consiglio d'Europa fu membro delle seguenti Commissioni: a)Commission pour le respect des obligacions et engagements des Etas membres du Conseil de l'Europe (Commission de suivi) ; b)Commission des migrations, des réfugiés et de la démografhie ; c) Sous – commission des relations avec les pays non-membres. All'UEO fu membro della Commissione difesa. A Strasburgo fu portavoce in Aula della posizione del gruppo GUE (Groupe pour la Gauche Unitaire Èuropienne).
Concluse definitivamente il proprio mandato parlamentare nel 2001.

### Attività sul problema delle minoranze linguistiche
Contribuì all'inserimento nello Statuto regionale della Calabria del diritto alla tutela delle minoranze linguistiche regionali, formalizzato dell'art.56-lettera r. Fu poi presentatore della prima proposta di legge regionale, negli anni Settanta, dell'istituzione delle scuole prescolari per la salvaguardia della minoranza arbëreshe. Fondò, con altri nel 1980, la Lega Italiana della Minoranza arbëreshe, di cui fu poi Presidente, realizzando importanti scambi culturali con le strutture scientifiche dell'Albania.
Pubblicò (in collaborazione con Guagliardi) un vocabolario arbëresh a cui parteciparono anche studiosi dell'Università di Tirana. Coordinò e pubblicò le seguenti opere, a cui parteciparono borsisti, ricercatori e docenti dell'Università della Calabria: “Imparare l'Albanese – Mesoj Gjuhen Shqipe”; “Vecchie e nuove Minoranze Culturali: definizione di una mappa della presenza e dei beni da salvaguardare – Catalogo ragionato dei dati”; “Sussidiario antologico Arberesh”; “Chi Dona tramanda”, “La diaspora della diaspora” (a cura di Mario Bolognari).
Presentò alla Camera dei Deputati la proposta di legge sulla salvaguardia delle minoranze linguistiche (in occasione del dibattito sull'approvazione parlò in Aula nella lingua arberesh). Alla fine del 1999 il Parlamento Italiano, unificando le proposte, approvò la Legge 482/99 di attuazione dell'art. 6 della Costituzione, attesa fin dall'entrata in vigore della Carta Costituzionale, con la quale venne introdotto, tra l'altro, l'insegnamento della lingua albanese nelle scuole dell'obbligo dei paesi di origine arbëresh. Nell'ultima legislatura a cui partecipò, presentò alla Camera la proposta di legge per la ratifica della Carta Europea delle lingue regionali e minoritarie.

## Opere
Fu autore di varie pubblicazioni e saggi sulla “questione meridionale”, sulle politiche internazionali e sul problema delle Minoranze linguistiche in Europa. Tra le più significative:
- “Quale strategia per il Mezzogiorno”;
- “Contributo per una nuova strategia meridionalista”;
- “Lotte proletarie e organizzazione del movimento nel Mezzogiorno” in “Il Sindacato ad una svolta”;
- “La piazza della rivolta”;
- “Il coraggio della coerenza”;
- “L'attualità inattuale”;
- “Il rovello permanente”;
- “Le cose del mondo”;
- “A sud di nessun Nord”.
- “La sinistra perduta - L'itinerario politico di un protagonista eretico attraverso il socialismo rivoluzionario”, edito da Rubbettino 2013

Diresse la “Collana dell'Istituto Mezzogiorno Mediterraneo”.

### Curatele
Curò la pubblicazione dei seguenti testi:
- “LA CULTURA COME RISORSA: Una sfida di cooperazione transfrontaliera tra la Calabria e l'Albania per fare delle minoranze linguistiche e delle risorse ambientali una comune potenzialità di sviluppo” (2003);
- IL CORAGGIO DELLA COERENZA – 2003;
- “RIFLESSIONI SUL MEZZOGIORNO: comunità arbëreshë e Risorgimento Italiano”(2004);
- “EMERGENZA AMBIENTE: nuova emergenza nella Regione mediterranea” (2005);
- “PASSATO E PRESENTE: gli arbëresh nel ventennio fascista” (2007);
- “GLI ANNIVERSARI CHE CI PARLANO” (2008);
- LA MEMORIA COSMOPOLITA DEL MEDITERRANEO – 2010;
- IL PASSATO PESA SUL PRESENTE – 2011;
- IL RISORGIMENTO: Una rivoluzione conservatrice – 2012;

## Incarichi speciali

### Problemi politici
- Fece parte come membro della minoranza di sinistra del Partito Socialista italiano (prima della scissione del PSIUP) che si pose il problema del distacco dall'URSS. 
- Limassol (Cipro). Partecipò a Convegni sulla criminalità e la corruzione europea con la presenza di magistrati di “Mani Pulite”.
- Fece parte di una delegazione a Cuba dove conobbe (allacciando legami di amicizia) e intervistò la sorella Celia e l'anziano padre di Che Guevara, Ernesto Guevara Lynch, e fu latore di un messaggio con la richiesta di mobilitazione per la liberazione del fratello del Che, Juan Martin, in quel periodo nelle mani del militari argentini.
Realizzò, inoltre, in quell'occasione, un'intervista con uno dei tre compagni superstiti del Che in Bolivia, Dario Alarcon, detto Benigno (con Pombo e Urbano), descrivendo le ultime ore della cattura del rivoluzionario cubano e del suo assassinio a La Paz.
- Fece parte, con il magistrato Tullio Grimaldi, della delegazione ufficiale alle manifestazioni del 50º Anniversario della Rivoluzione cinese. Si trattò dell'unica delegazione politica italiana a Pechino.

### Politica estera
- Quale membro della “Delegazione Centro-europea” a Bucarest fu protagonista di un'iniziativa in difesa delle “minoranze senza voce”, compresa quella degli arbëresh d'Italia.
- Quale membro del Consiglio d'Europa affrontò, in Lettonia, il tema della Carta delle lingue regionali e minoritarie.
- Fece parte di una delegazione ad Ankara, dove sollevò nei confronti del Governo turco il problema dei kurdi e del Kurdistan.
- Fece parte di una delegazione nella Corea del Nord, la prima degli italiani dopo la fine della guerra. La delegazione fece da apripista al presidente del Consiglio Dini che, qualche settimana dopo, recatosi a Pyongyang, realizzò l'apertura di una delegazione commerciale italiana.
- Fece parte della Delegazione italiana, a New York, in occasione del Cinquantesimo anniversario della fondazione dell'ONU, assolvendo in quell'occasione e in un'Assemblea successiva, un ruolo importante nella spiegazione alle altre delegazioni della proposta italiana.
- Fece parte di una delegazione della Commissione Esteri, capeggiata da Achille Occhetto, che in Jugoslavia e nel Kossovo poterono verificare le prime avvisaglie della guerra imminente, confrontandosi con tutti i partiti politici e relazionando in parlamento.
- Fece parte della Delegazione della Commissione Esteri che nel Medio Oriente, Israele, Gaza, Giordania, Siria, Egitto visitò i luoghi degli scontri israeliano-palestinesi e valutato i motivi del blocco del processo di pace, relazionando al Parlamento. Si incontrò, in quell'occasione, con Yasser Arafat, in quel periodo prigioniero a Gaza.
- Come membro della Commissione Esteri partecipò, con un discorso alla Duma di Mosca, al dibattito sui problemi dell'“allargamento della NATO” e sulla posizione della Federazione russa.
- A Riga, come membro del CE, affrontò il tema del ruolo dell'Europa.
- In Libia discusse delle conseguenze delle politiche coloniali.
- Come membro dell'OSCE, a Copenaghen, fece un discorso sulle “prospettive” dell'OSCE.
- Fu più volte Commissario di controllo, per conto della OSCE e del CIE, della regolarità delle elezioni in vari paesi del mondo. Fece parte della delegazione interparlamentare in Namibia e nell'Assemblea dei rappresentanti di tutti i Parlamenti del mondo e nella capitale Windhoek prese la parola su due aspetti fondamentali: la questione dei diritti umani e la negazione delle guerre come mezzo di risoluzione delle controversie internazionali.

### Commissioni speciali
- Fu membro della Commissione di indagine sulla Cooperazione internazionale, con poteri giudiziari.
- In Sud Africa, Kenya, Mozambico, Swaziland, Etiopia, Eritrea ebbe un ruolo importante nel disvelare gli aspetti più deleteri della politica sulla Cooperazione Internazionale e italiana. A conclusione della Missione africana, presentò la relazione di minoranza, sulla “mala cooperazione”, in Parlamento.
- A Nairobi, Somalia (Mogadiscio), Eritrea, Gibuti seguì, dopo la drammatica uccisione di Ilaria Alpi e Miran Hrovatin, la “rotta delle scorie inquinanti”. Parte dei verbali della commissione rimasero comunque secretati.
- Come membro del Consiglio d'Europa e dell'OSCE fu nominato Commissario di controllo della regolarità delle elezioni in vari Paesi d'Europa. A Mosca, nel principale carcere della città, in tale occasione, avvennero degli incresciosi incidenti che indicò nella relazione, sottoscritta anche dalla senatrice Tana De Zelueta.

### Politica europea
- A Lisbona, fu tra i più duri critici del trattato di Maastricht.
- Ad Atene, Lesbo, Mitilene, su incarico del gruppo GUE (Groupe pour la Gauche Unitaire Europènne) dibatté il tema “La politica e l'Europa”.
- Su iniziativa di un gruppo di parlamentari realizzò una visita in Iran per valutare, con contatti politici a Teheran, le ragioni del blocco del processo di pace.
- A Madrid, nella sessione ufficiale dell'UEO, affrontò il tema della “difesa europea”.
- Negli USA, come membro dell'UEO, valutò con l'apposita delegazione, con contatti a Woshington, Alabama, ecc., il “sistema di difesa USA” e la struttura missilistica.

### Diritti umani
- Come Presidente del Comitato per i Diritti Umani della Camera del Deputati, portò avanti due indagini straordinarie che ebbero forti ripercussioni a livello internazionale: la prima riguardante la condanna alla Nike per lo sfruttamento minorile in Africa; la seconda riguardo ai Desaparecidos in Argentina e in Cile. Il risultato di questa indagine accelerò la condanna di Pinochet.
- In Brasile, Argentina e Cile la delegazione da lui capeggiata fece emergere drammatici eventi riguardanti anche i connazionali italiani.
- Fece parte di una delegazione che, in Iraq, attraversando rocambolescamente la Giordania e attraverso il deserto, denunciò le conseguenze tragiche dell'uso dell'uranio impoverito sulle popolazioni, cosa questa che avvenne anche nella guerra dei Balcani.
- Fece parte di una delegazione a Beirut, per verificare le drammatiche vicende del massacro di Sabra e Shatila.
- Come Presidente del Comitato dei diritti umani, capeggiò una delegazione in Messico per valutare le condizioni umane del carcere di massima sicurezza Cerro Uego, in cui i detenuti sostennero uno sciopero della fame per le tragiche condizioni di vita.
Nella stessa missione, al Centro dei diritti umani di Cristobal de Las Casas, discusse col famoso vescovo, Frai Bartolomè de Las Casas; e in Chiapas nella selva La Candona (a La Realidad), assieme a Fausto Bertinotti incontrò il comandante Marcos.
- A Parigi, nel Parlamento francese, in occasione di una sessione della UEO, in qualità di membro tenne un duro discorso di condanna contro le mine anti persona.
- Sull'emergenza umanitaria nel Kurdistan, in una successiva riunione nell'Assemblea del UEO, sempre a Parigi, denunciò la politica della Turchia verso i Kurdi e le violazioni dei diritti umani.
- Sempre sulla situazione kurda, sollevò un “incidente politico” con la Presidenza del Consiglio d'Europa, denunciando gli atti repressivi della polizia turca di Yarbakir, perché nonostante la presentazione delle credenziali da deputato, inveì ripetutamente contro i deputati italiani presenti in una manifestazione di difesa dei diritti umani violati in Turchia.
- In Giappone, quale membro del Consiglio d'Europa, discusse sul massacro di Nanchino.
- A Istanbul sollevò il tema del massacro degli Armeni da parte dei “Giovani turchi”, facendo poi un duro intervento alla Camera dei Deputati.
- Partecipò come membro dell'OSCE, alla sessione tenuta nel Parlamento di San Pietroburgo (già Leningrado) con un discorso sul tema della difesa ambientale.
- Come Presidente dei Diritti Umani fece parte della delegazione interparlamentare in Tibet e Cina per valutare la situazione locale a seguito della protesta dei seguaci del Dalai Lama a Lhasa; e a Urumbi, capitale della regione di Xinjamig, una delle cinque regioni autonome della Cina, per valutare il grado di rispetto dei diritti di quella popolazione; e sulla complessa situazione di queste due aree venne presentata una relazione finale.
- In qualità di Presidente dei Diritti Umani della Camera dei Deputati prese tutte le iniziative possibili contro la guerra nei Balcani. Si recò più volte a Belgrado e nel Kosovo, fino a proporre la decisione di offrirsi come scudo umano sotto i bombardamenti della “guerra umanitaria” che distrussero quelle città.

### Attività antimafia
Come membro della Commissione Antimafia portò avanti una serie di denunce contro il traffico delle scorie radioattive e inquinanti, con particolare riferimento ad alcune zone della Calabria e della Campania. La Commissione, in quell'occasione, riscontrò una forte complicità italiana nel traffico delle scorie e delle armi con un faccendiere locale a cui vennero “regalate” le navi dalla stessa cooperazione. Per questa attività subì forti minacce, rifiutando però ogni sorta di protezione e di scorta.

### Incontri straordinari
Ebbe incontri con quasi tutti i Capi di Governo e Presidenti dei Paesi dove si recò in delegazione. Le personalità che ebbero un impatto più significato, anche emotivamente, nei suoi incontri furono: Yasser Arafat, Fidel Castro, Raul Castro, il padre di Che Guevara (Ernesto Guevara Lynch), Celia Guevara sorella del Che, il Comandante Marcos, Monsignor della Casas in Messico, tutte personalità indicate nel libro “Le cose del Mondo”.

## Riconoscimenti
Il 20 luglio 2000 la città di Huntsville in Alabama gli conferì la cittadinanza onoraria. Il 20 maggio 2002 il Presidente della Repubblica dell'Albania lo insignì della medaglia “per alti meriti civili”. Il 3 dicembre 2003 il Ministero degli Affari Esteri italiano ratificò le lettere patenti con cui la Repubblica d'Albania lo nominò Console onorario.